# 乙子城
乙子城（おとごじょう）は、岡山県岡山市東区乙子にあった日本の城。宇喜多直家出世の城と伝えられる。

## 概要と沿革
岡山市南東部の吉井川河口にある標高40メートル程の丘陵に位置する。この地に城が構えられていた時代は、丘陵は河口に突き出していた。その丘陵に連郭式の曲輪が構えられていた。
戦国時代に備前国に覇を唱えた浦上宗景が、児島湾への睨みを利かせる為に構えたが、築城年については不明である。宇喜多直家が天文13年（1544年）、備前の守護大名赤松晴政との合戦に初陣し武功をたて、宗景より最初に任された城であると伝えられており、この年が築城年とされ、300貫の知行と足軽30人が与えられた。
しかし、『吉備前秘録』によれば直家の祖父・能家が在城していたとも、『戸川記』によれば父・興家が守将となっていたとも伝えられている。
祖父・能家が暗殺されて後、没落していた宇喜多家の再興が成り各地に散っていた旧臣も直家のもとに集まったといわれる。しかし、家臣の割に知行が少ないため困窮を極め、家臣団は近隣で盗賊行為を行っていたと『戸川記』などは伝えている。
直家は約5年を同城で過ごし、弘治2年～3年（1556年～1557年）頃、武功により宗景より新庄山城を与えられ、乙子城は弟の忠家が預かったと伝えられている。さらに、永禄2年（1559年）直家は沼城に本拠を移し忠家も移った。その後は、児島湾の押さえとして天正10年（1582年）頃まで機能していたと思われる。直家の子、秀家の時代になると備前国は平定され、その役割を終えたようである。

## 現状
1980年代までは本丸背後に土塁が存在していたが、沼城の土塁と同じくその後の整備で破壊されたか、地滑りで失われたかは不明だが、現在は消失している。